# Inner Six
     Inner Six
     Outer Seven

Inner Six alături de Outer Seven din 1960 până în 1972
Inner Six
Outer Seven

Inner Six, sau pur și simplu „the Six”, au fost cele șase state membre fondatoare ale Comunităților Europene. Aceștia au fost în contrast cu outer seven care au format Asociația Europeană a Liberului Schimb, mai degrabă decât să se angajeze în integrarea europeană supranațională. Cinci dintre Outer Seven s-au alăturat ulterior Comunităților Europene.
| Inner Six                                                          | Outer Seven                                                                     |
| ------------------------------------------------------------------ | ------------------------------------------------------------------------------- |
| - Belgia - Franța - Italia - Luxemburg - Olanda - Germania de Vest | - Austria - Danemarca - Norvegia - Portugalia - Suedia - Elveția - Regatul Unit |

## Vezi și
- Grupul Arraiolos
- Big Four (Europa de Vest)
- Grupul de la Craiova
- Extinderea Uniunii Europene
- EuroMed 7
- Spațiul Economic European
- Asociația Europeană a Liberului Schimb
- UE - 3
- G6 (UE)
- Europa cu mai multe viteze
- Derogări de la Uniunea Europeană
- Acordul de la Schengen
- Grupul de la Visegrád